# Ланди (рівнина)

Рівнина Ланди

Ла́нди (фр. Landes de Gascogne) — рівнина на південному заході Франції, біля берегів Біскайської затоки Атлантичного океану в департаментах Жиронда, Ланди та Лот і Гаронна.
Рівнина вкрита піском, сформованого в дюни. Максимальна висота — 85 м.
Простягється уздовж океанічного узбережжя шириною від 100 до 150 км.
Рівнина має досить розгалужену річкову мережу. Найбільші річки: Адур та Лер. Уздовж узбережжя тягнуться озера лиманного типу.